# 그린에너지개발
그린에너지개발(Green Energy Development ; GRENCO)은 자원순환시설의 전문적인 운영과 기술개발을 위해 수도권매립지관리공사, GS건설, 코오롱환경서비스 등이 공동 출자하여 설립된 주식회사이다. 인천광역시 서구 자원순환로 356번길 3에 있다.

## 연혁
- 2009년 12월 4일 출자자협약서 체결
- 2009년 12월 16일 그린에너지개발주식회사 발기인총회 개최. 정관 승인. 이사 및 감사 선임. 대표이사 선임
- 2009년 12월 17일 그린에너지개발주식회사 설립 등기
- 2010년 1월 1일 슬러지자원화시설(1단계) 수탁운영 개시
- 2011년 9월 1일 고화처리시설 및 침출수처리시설 수탁운영 개시
- 2012년 7월 1일 제2대 대표이사 취임
- 2013년 1월 1일 가연성폐기물 자원화 시범시설 수탁운영 개시
- 2013년 4월 29일 바이오가스 자동차 연료화시설 수탁운영 개시
- 2014년 11월 10일 시설물유지관리업 등록
- 2015년 4월 1일 제3대 대표이사 취임
- 2015년 8월 31일 음폐수 바이오가스 자원화시설 위탁운영
- 2015년 12월 11일 대기 및 수질 환경전문공사업 등록
- 2016년 1월 22일 폐기물 수집·운반업 등록
- 2016년 1월 26일 환경관리(유독물, 대기환경, 수질환경) 대행기관 지정
- 2017년 10월 24일 산업.환경설비공사업 등록
- 2018년 10월 1일 제4대 대표이사 취임
- 2021년 10월 1일 제5대 대표이사 취임
- 2024년 10월 1일 제6대 대표이사 취임

## 주요 업무
- 폐기물처리시설, 하·폐수종말처리시설 등 각종 환경시설의 운영관리
- 환경관련 컨설팅 및 엔지니어링 서비스업
- 신·재생에너지 개발, 제조, 판매 등 관련 사업
- 시설물의 안전점검, 안전진단 및 유지관리업
- 신기술 등 개발 및 연구, 관련제품 제조 및 판매
- 건설업, 전기공사업, 정보통신공사업, 무역업 및 무역중개업
- 신·재생에너지 관련 도매업 및 소매업
- 물류업, 유통업 및 창고업
- 산업·환경설비공사업
- 환경전문공사업
- 폐기물 수집·운반업 및 폐기물재활용업
- 환경관리대행업
- 폐기물중간처리업 및 제조업
- 폐기물 및 하수슬러지 재활용 등 자원재활용 관련 사업
- 자동차 및 증기 정비사업, 주차장업
- 전기설비사업 및 전기안전관리업
- 대한민국 내외 자원 탐사, 채취, 개발, 광산물의 판매업 및 동 대행업
- 민간투자사업의 개발, 투자 및 관리·운영사업
- 해외기술의 알선, 보급 및 이를 촉진하기 위한 해외투자, 해외투자자본의 투자주선 업무
- 에너지절약 전문기업 (공장 생산설비 및 전문분야)
- 가스 및 차량용 연료개발, 제조, 저장, 운송 및 설비업

## 조직

### 대표이사
| 관리본부 기획지원부 경영지원팀 재무회계팀 안전관리부 환경안전팀 사업개발부 사업개발팀 연구개발팀 | 운영2부 - 공무팀 - 정비팀 - 운영팀 - 환경TF팀 운영3부 - 공무팀 - 운영팀 - 지원팀 |

## 같이 보기
- 대한민국 환경부
- 수도권매립지관리공사
- GS건설
- 환경에너지솔루션
- 에코바이오홀딩스
- 한국신·재생에너지협회
- 한국에너지진단협회
- 한국에너지기술연구원
- 한국에너지공단
- 한국환경정책·평가연구원
- SK에너지
- GS에너지
- 포스코에너지